# Plymouth Argyle F.C.
Câu lạc bộ bóng đá Plymouth Argyle là một câu lạc bộ bóng đá chuyên nghiệp đến từ thành phố Plymouth, Devon, Anh. Kể từ mùa giải 2020-21, đội sẽ thi đấu tại League One, cấp độ 3 của bóng đá Anh. Đội thi đấu tại Home Park, hay còn gọi "Nhà hát của cây xanh", kể từ 1901. Argyle là một trong hai câu lạc bộ Devon thi đấu ở Football League, đội còn lại là Exeter City, kình địch địa phương của Argyle.
Câu lạc bộ lấy biệt danh là, "The Pilgrims" (Những người hành hương), từ một nhóm tôn giáo người Anh rời Plymouth đến Tân Thế giới vào năm 1620. Đỉnh câu lạc bộ có hình con tàu Mayflower, con tàu chở những người hành hương đến Massachusetts. Câu lạc bộ chủ yếu chơi màu xanh lá cây và trắng trong suốt lịch sử của họ, với một vài ngoại lệ vào cuối những năm 1960 và đầu những năm 1970 khi màu trắng là màu được lựa chọn. Một màu xanh đậm hơn, được một số người mô tả là 'xanh Argyle', được sử dụng vào mùa giải 2001-02 và được sử dụng kể từ đó. Thành phố Plymouth là thành phố lớn nhất ở Anh chưa từng đăng cai tổ chức bóng đá đỉnh cao. Họ là câu lạc bộ Liên đoàn ở phía Nam và phía Tây nước Anh và là câu lạc bộ chuyên nghiệp duy nhất có tên Argyle.
Ban đầu được thành lập với tên đơn giản Argyle năm 1886, câu lạc bộ chuyển sang chuyên nghiệp và tham gia cả Southern League và Western League với tên gọi Plymouth Argyle năm 1903. Đội đã giành được chức vô địch Western League mùa giải 1904-05 và Southern League vào mùa giải 1912-13, trước khi giành chiến thắng trong cuộc bầu cử vào Football League Third Division năm 1920. Kết thúc với tư cách á quân trong sáu lần liên tiếp, cuối cùng họ đã giành được chức vô địch Third Division South dưới sự quản lý lâu năm của Bob Jack mùa giải 1929-30. 20 năm ở lại Second Division kết thúc vào năm 1950, mặc dù họ đã trở lại với tư cách là nhà vô địch Third Division South mùa giải 1951-52. Sau một lần xuống hạng khác vào năm 1956, họ lại tỏ ra quá mạnh đối với giải hạng ba, giành chức vô địch Third Division không lâu sau đó vào mùa giải 1958-59.
Argyle đã bị loại khỏi Second Division vào các năm 1968, 1977 and 1992, sau khi giành được quyền thăng hạng khỏi Third Division với tư cách á quân vào các mùa giải 1974-75 và 1985-86. Đội đã xuống hạng 4 lần đầu tiên vào năm 1995, và mặc dù giành quyền thăng hạng ngay lập tức vào mùa 1995-96, nhưng lại xuống hạng vào năm 1998. Được thăng hạng như nhà vô địch dưới thời Paul Sturrock with 102 points in 2001-02, họ đã giành được một suất kỷ lục vô địch hạng ba thứ năm vào mùa giải 2003-04, và sẽ ở lại Championship trong sáu mùa giải cho đến khi cầm quyền và hai lần xuống hạng liên tiếp khiến đội phải xuống hạng ở League Two vào năm 2011. Mùa giải 2016-17 Argyle giành quyền thăng hạng lên League One, và một lần nữa vào mùa giải 2019 -20 sau khi xuống hạng mùa trước.

## Tên gọi
Nhiều suy đoán xung quanh nguồn gốc của cái tên Argyle. Một giải thích là câu lạc bộ được đặt theo tên của Argyll and Sutherland Highlanders, một trung đoàn quân đội có nền bóng đá mạnh mẽ của riêng mình. Một giả thuyết khác được đưa ra bởi địa lý địa phương - cho thấy tên đến từ ngôi nhà công cộng gần đó, The Argyle Tavern, nơi các thành viên sáng lập có thể đã gặp nhau, hoặc từ một con phố địa phương Argyle Terrace.
Câu lạc bộ đã lấy tên hiện tại của mình khi nó trở nên chuyên nghiệp hoàn toàn vào năm 1903.

## Lịch sử
Câu lạc bộ được thành lập năm 1886 với tên gọi Câu lạc bộ bóng đá Argyle, trận đấu đầu tiên diễn ra vào ngày 16 tháng 10 năm 1886.

Sơ đồ thứ hạng của Plymouth Argyle ở Football League

Câu lạc bộ đã bị giải tán năm 1894, trước khi được hồi sinh vào năm 1897 như một phần của câu lạc bộ thể thao tổng hợp, Argyle Athletic Club. Câu lạc bộ gia nhập Southern League, ở cấp độ 3, năm 1903 trở nên chuyên nghiệp. Argyle vô địch Southern League vào mùa giải 1912-13, sau đó vào mùa giải 1920-21 vào Football League Third Division với tư cách là thành viên sáng lập, cùng với hầu hết Southern League, nơi họ đứng thứ 11 trong mùa giải đầu tiên.
Từ mùa giải 1921-22 đến 1926-27, Argyle về nhì ở giải Third Division South mới sáu mùa liên tiếp, do đó không được thăng hạng. Argyle cuối cùng đã giành được quyền thăng hạng lên Football League Division Two trong mùa giải 1929-30, với số khán giả mùa giải đó thường xuyên đạt 20.000. Huấn luyện viên Bob Jack từ chức vào năm 1937, đã dành tổng cộng 27 năm để phụ trách The Pilgrims.
20 năm ở lại Division Two của Argyle đã kết thúc vào mùa giải 1949-50 sau khi kết thúc ở vị trí thứ 21 - cách nhóm trụ hạng hai điểm. Đội đã trở lại Division Two trước đó không lâu, sau khi vô địch Third Division South mùa giải 1951-52. Lần gần nhất đội thi đấu ở Football League First Division (hạng cao nhất) là vào mùa giải 1952-53, khi đạt vị trí thứ tư trong Football League Second Division, thành tích cao nhất của đội bóng cho đến nay. Đội lại xuống hạng vào 1955-56, chỉ kém Notts County 3 điểm. Danh tiếng của Pilgrim như một 'câu lạc bộ yo-yo' tiếp tục sau khi vô địch Division Three - sau đó là giải đấu quốc gia - vào mùa giải 1958-59. Argyle trở lại Division Three sau khi xuống hạng vào mùa giải 1967-68.
Sau sáu năm ở Division Three, Argyle cuối cùng đã trở lại Division Two mùa giải 1974-75, nhưng lại quay trở lại vào mùa giải 1976-77.
Kể từ đó, đội đã dao động giữa hạng 2 và hạng 3, trước khi bị xuống hạng kép vào mùa giải 2010-11. Điều đó trực tiếp là do câu lạc bộ đã bị tuyên bố vỡ nợ, sau đó họ bị trừ 10 điểm cần thiết để tồn tại. Câu lạc bộ đã trở lại hạng 3 sau khi về nhì mùa 2016-17.
Vào ngày 14 tháng 8 năm 2018, có thông báo rằng cổ đông Simon Hallett đã mua một phần cổ phần của James Brent trong câu lạc bộ và đã trở thành cổ đông và chủ sở hữu đa số mới, và giám đốc cũ, David Felwick, trở lại câu lạc bộ với tư cách chủ tịch khi Brent từ chức vào ngày 31 tháng 10 năm 2018. Tuy nhiên, vào ngày 10 tháng 10 năm 2018, có thông tin cho rằng David Felwick không thể đảm nhiệm vị trí chủ tịch, với lý do cá nhân, vì vậy vào ngày 1 tháng 11 năm 2018, Hallett trở thành chủ sở hữu đa số và chủ tịch của Plymouth Argyle.

## Sân vận động

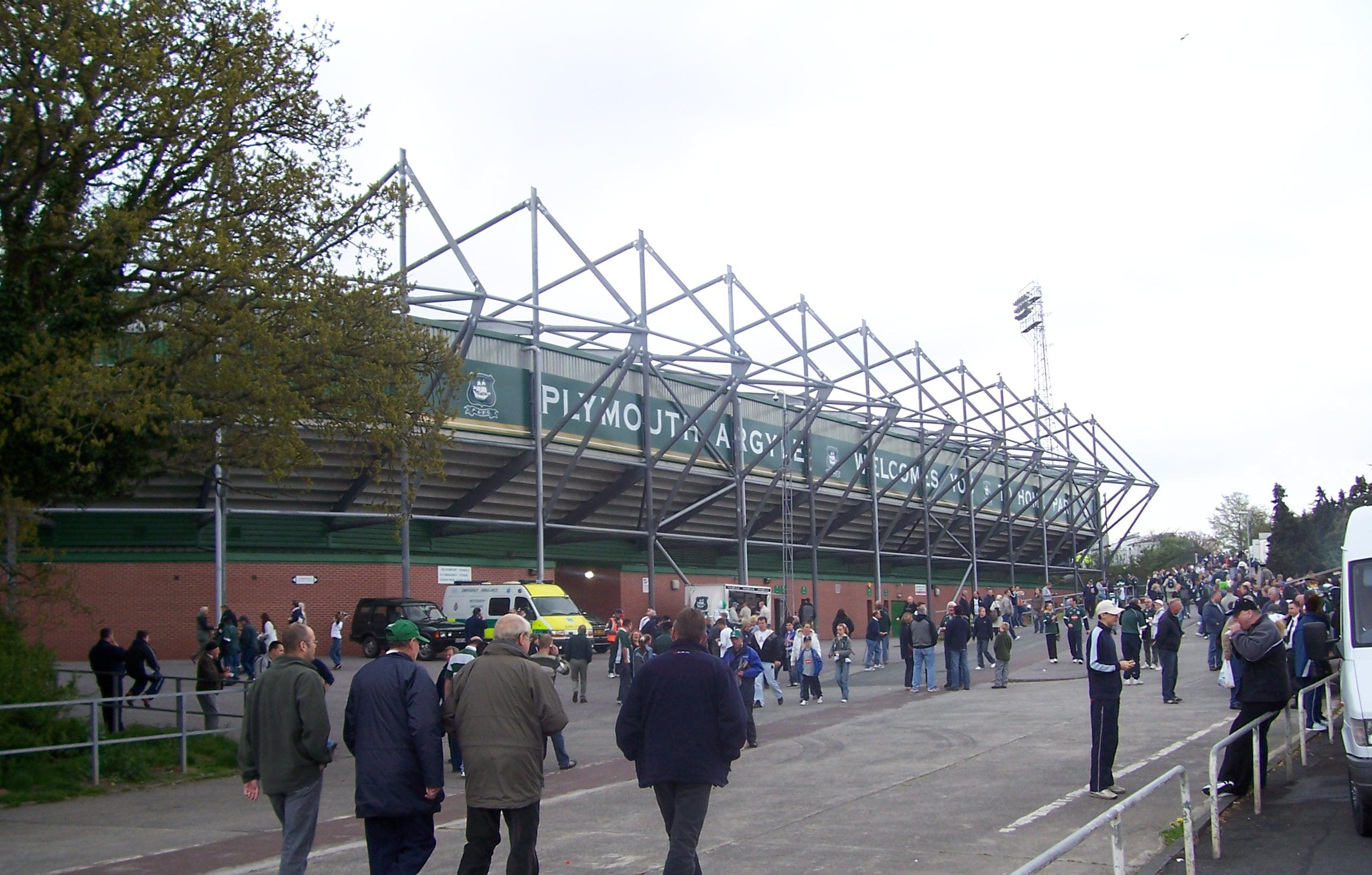
Quang cảnh bên ngoài của Khán đài Devonport

Sân ban đầu của câu lạc bộ tại Home Park đã bị máy bay ném bom của Đức phá hủy trong trận Blitz on Plymouth trong Thế chiến thứ hai. Được xây dựng lại sau chiến tranh, Home Park phần lớn đã bị phá bỏ như một phần của quá trình cải tạo toàn diện, và giai đoạn đầu tiên của sân vận động mới do Barrs plc xây dựng đã hoàn thành vào tháng 5 năm 2002. Devonport End mới được mở cửa vào trận đấu trong Ngày tặng quà 2001 với Torquay United. Đầu kia, Barn Park End, mở cửa vào cùng ngày. Khán đài Lyndhurst mở cửa trở lại vào ngày 26 tháng 1 năm 2002 cho trận đấu với Oxford United. Các kế hoạch hiện đang được thảo luận liên quan đến việc hoàn thành việc tân trang lại mặt đất với việc thay thế khán đài Mayflower. Đất nền nằm trong Công viên Trung tâm, rất gần khu dân cư Peverell. Vào cuối mùa giải Championship 2005-06, câu lạc bộ đã quyết định mua sân vận động với giá 2,7 triệu bảng từ Hội đồng thành phố Plymouth, giải phóng mặt bằng theo hợp đồng thuê 125 năm. Việc mua bán này được kết thúc vào tháng 12 năm 2006.
Vào mùa hè năm 2007, câu lạc bộ, do không thuyết phục được các nhà chức trách Vương quốc Anh về việc giữ lại một sân thượng, đã quyết định bổ sung thêm 3.500 chỗ ngồi tạm thời cho khu bao quanh Mayflower, giảm sức chứa xuống 19.888 từ 20.922. Vào tháng 12 năm 2009, có thông báo rằng sân vận động này sẽ là một trong 12 sân được chọn để tổ chức các trận đấu trong khuôn khổ World Cup 2018, nếu Anh đấu thầu thành công. Chủ tịch của Argyle lúc đó là Paul Stapleton stated tuyên bố rằng công việc trên khán đài phía Nam mới tại Home Park sẽ bắt đầu vào năm 2010. Tuy nhiên, Anh đã không được chọn cho giải đấu năm 2018, và Plymouth Argyle bắt đầu quản lý vào tháng 3 năm 2011. Sau khi bán sân vận động trở lại cho hội đồng vào ngày 14 tháng 10 năm 2011 với giá 1,6 triệu bảng Anh, dự án này bị nghi ngờ nghiêm trọng.
Câu lạc bộ sau đó được tiếp quản bởi chủ doanh nghiệp địa phương James Brent, người đã đệ trình kế hoạch mới để xây dựng một Mayflower Grandstand mới với sức chứa 5.000 chỗ ngồi và một khu phức hợp giải trí đi kèm. Các kế hoạch bao gồm một sân trượt băng với 1.500 chỗ ngồi cho khán giả, một cụm rạp chiếu phim 10 màn hình với màn hình iMax, một khách sạn 120 phòng ngủ và các đơn vị bán lẻ rộng 4.200m vuông. Giấy phép quy hoạch cho dự án được cấp vào ngày 15 tháng 8 năm 2013. Việc phát triển dự kiến bắt đầu vào tháng 9 năm 2013, với việc phá hủy khán đài cũ được lên kế hoạch vào cuối tháng 10 năm 2013 sau trận đấu trên sân nhà của Portsmouth. Tính đến tháng 6 năm 2015, các quy hoạch đã bị thu hồi, mặc dù vẫn được cấp phép quy hoạch.
Khu vực dành cho gia đình của sân vận động đã được chuyển từ khối 1 của Devonport End đến 'Góc vườn thú' giữa Lyndhurst Stand và Barn Park End, với khu vực hoạt động dành cho trẻ em trong phòng chờ.
Vào tháng 1 năm 2017, giám đốc Simon Hallett đã đầu tư 5.000.000 bảng Anh vào câu lạc bộ, cùng với tất cả các giám đốc khác đổi các khoản vay trước đó thành vốn chủ sở hữu, với ý định sử dụng tiền để cải tạo Mayflower Grandstand. Không có khung thời gian ngay lập tức được đưa ra để cải tạo, nhưng chủ tịch James Brent cho biết công việc được lên kế hoạch bắt đầu vào năm 2018, hoàn thành vào năm 2020 trước lễ kỷ niệm Plymouth 2020 Mayflower.
Cuối tháng đó, chỗ ngồi tạm thời một lần nữa được đặt trên khán đài Grand, lần này là chỗ ngồi một lần cho trận đá lại vòng Ba Cúp FA với Liverpool. Chỗ ngồi đã được giữ nguyên cho trận đấu sân nhà tiếp theo, trận đấu ở League Two với kình địch Devon Exeter City, nhưng vé không được bán cho công chúng. Ngay sau trận đấu này, chỗ ngồi đã được dỡ bỏ.

## Mối kình địch
Các đối thủ truyền thống của câu lạc bộ là các đồng đội của Devon là Exeter City và Torquay United; các đối thủ khác bao gồm Portsmouth, Bristol City và Bristol Rovers. Kình địch với Portsmouth tăng cao vào tháng 5 năm 2016, khi hai đội gặp nhau trong trận bán kết playoff League Two và Argyle chiếm ưu thế. Vòng loại trực tiếp cũng khiến Wycombe Wanderers, không ưa nhau, sau trận thua của Argyle trong trận playoff 2014-15.
Mặc dù sự cạnh tranh với Exeter City đã bị cắt giảm trong một thời gian do sự khác biệt về phân hạng, việc Argyle xuống hạng ở League One, cùng với sự tồn tại của Exeter City, làm dấy lên căng thẳng. Một sự cạnh tranh rõ rệt đã nảy sinh giữa Argyle và Luton Town sau những lời nhận xét gây bức xúc của Joe Kinnear, huấn luyện viên của Hatters trong mùa thăng hạng 2001-02, mặc dù sự ác cảm lẫn nhau hiện đã phần nào giảm bớt. Tương tự, sau sự ra đi của Ian Holloway đến Leicester City vào tháng 11 năm 2007, sự không ưa nhau đáng chú ý đã nảy sinh, lên đến đỉnh điểm là chiến thắng 0-1 của Argyle tại Sân vận động Walkers vào đầu tháng 2 năm 2008. Mặc dù sự ác cảm đó đã phần nào lắng xuống, một số người hâm mộ vẫn cảm thấy bị phản bội và tức giận với cách này của mình để lại.
Vào những năm 1990, Argyle từng có kình địch với Burnley, vì đội Clarets đã đánh bại họ trong trận bán kết play-off Division Two (nay là League One) vào năm 1994. Đó cũng là trận thua trước Burnley vào ngày cuối cùng của mùa giải năm ngoái. sau đó, dẫn đến việc Argyle phải xuống hạng. Tuy nhiên, sự kình địch đã lắng xuống trong vài năm qua, đặc biệt là do Burnley thăng hạng Premier League năm 2014.

## Cầu thủ

### Đội hình hiện tại
Tính đến 2 tháng 9 năm 2020
Ghi chú: Quốc kỳ chỉ đội tuyển quốc gia được xác định rõ trong điều lệ tư cách FIFA. Các cầu thủ có thể giữ hơn một quốc tịch ngoài FIFA.
| Số | VT | Quốc gia         | Cầu thủ                                  |
| -- | -- | ---------------- | ---------------------------------------- |
| 1  | TM | Anh              | Michael Cooper                           |
| 2  | HV | Anh              | Kelland Watts (mượn từ Newcastle United) |
| 3  | HV | Anh              | Gary Sawyer (captain)                    |
| 4  | HV | Anh              | Will Aimson                              |
| 5  | HV | Anh              | Scott Wootton                            |
| 6  | HV | Cộng hòa Ireland | Niall Canavan                            |
| 7  | TĐ | Anh              | Frank Nouble                             |
| 8  | TV | Anh              | Joe Edwards (vice-captain)               |
| 9  | TĐ | Scotland         | Ryan Hardie (mượn từ Blackpool)          |
| 10 | TV | Anh              | Danny Mayor                              |
| 11 | TĐ | Anh              | Dom Telford                              |
| 15 | TV | Anh              | Conor Grant                              |

| Số | VT | Quốc gia     | Cầu thủ          |
| -- | -- | ------------ | ---------------- |
| 16 | TV | Scotland     | Lewis Macleod    |
| 17 | TV | Anh          | Byron Moore      |
| 19 | TĐ | Hy Lạp       | Klaidi Lolos     |
| 20 | TV | Anh          | Adam Randell     |
| 23 | TM | Anh          | Luke McCormick   |
| 27 | HV | Anh          | Ryan Law         |
| 28 | TV | Guiné-Bissau | Panutche Camará  |
| 31 | TĐ | Wales        | Luke Jephcott    |
| 32 | TV | Anh          | George Cooper    |
| 41 | HV | Anh          | Oliver Tomlinson |
| 42 | HV | Anh          | Jarvis Cleal     |

#### Cho mượn
Ghi chú: Quốc kỳ chỉ đội tuyển quốc gia được xác định rõ trong điều lệ tư cách FIFA. Các cầu thủ có thể giữ hơn một quốc tịch ngoài FIFA.
| Số | VT | Quốc gia | Cầu thủ                                      |
| -- | -- | -------- | -------------------------------------------- |
| 33 | TĐ | Anh      | Rubin Wilson (cho mượn đến Plymouth Parkway) |

| Số | VT | Quốc gia | Cầu thủ |
| -- | -- | -------- | ------- |

#### Số áo không sử dụng
- 12 - The Green Army (supporters)[19]

### Đội hình dự bị
Trong suốt những năm 1960 và 70, đội Dự bị của Argyle đã chơi ở Plymouth & Devon Combination League, với các trận đấu trên sân nhà tại Cottage Field, bên cạnh Home Park. Argyle sau đó tham gia The Football Combination, trước khi rút khỏi Combination vào giữa mùa giải 1981-82, vì lý do tài chính. Năm 1982, đội bóng tham gia Western Football League, rời giải vào cuối mùa 1992-93.
Câu lạc bộ cũng đã cử một đội tham gia South Western League, nhưng đã rút lui khỏi cuộc thi đó sau một mùa giải vào năm 2007. Đội dự bị của câu lạc bộ, cho đến cuối mùa giải 2010-11, đã chơi trong The Football Combination, và đã xác nhận rút lui. từ nó vào ngày 27 tháng 6 năm 2011, cùng với 18 câu lạc bộ Football League khác.
Các danh hiệu của đội dự bị bao gồm Southern League Championship vào các năm 1922, 1926, 1929, 1934 và League Cup vào các năm 1933, 1934 và 1936; 1934 là cú đúp danh hiệu Southern League đầu tiên.
Trong mùa giải 2015-16, Argyle đã cử một đội thi đấu tại South West Peninsula League Division One West, với các trận đấu trên sân nhà dự kiến ban đầu sẽ diễn ra tại Bickleigh Barracks, trước khi thay đổi kế hoạch, họ chơi tại Seale-Hayne, được mệnh danh là 'Hodges Park' theo tên huyền thoại câu lạc bộ Kevin Hodges,  bên ngoài Newton Abbot. Sau khi nộp đơn xin thăng hạng và xếp thứ 2 sau Mousehole, đội dự bị được thăng hạng lên Premier Division mùa giải 2016-17. Đội một lần nữa di chuyển sân, chơi các trò chơi của họ tại sân nhà của Devon FA, Coach Road, ở Newton Abbot và đứng thứ 6 trong mùa giải 2016-17.
Vào tháng 4 năm 2019, có thông báo rằng Đội dự bị Argyle sẽ rút khỏi South West Peninsula League vào cuối mùa giải. Một nhóm phát triển mới do Argyle Community Trust điều hành sẽ tham gia giải Devon Football League mới mùa giải 2019-20.

#### Học việc
Tính đến 9 tháng 6 năm 2020
Ghi chú: Quốc kỳ chỉ đội tuyển quốc gia được xác định rõ trong điều lệ tư cách FIFA. Các cầu thủ có thể giữ hơn một quốc tịch ngoài FIFA.
| Số | VT | Quốc gia | Cầu thủ                 |
| -- | -- | -------- | ----------------------- |
| —  | TM | Anh      | Tyler Coombes (năm 2)   |
| —  | TM | Anh      | Lewis Moyle (năm 1)     |
| —  | HV | Anh      | Ali Mansaray (năm 2)    |
| —  | HV | Anh      | Brandon Pursall (năm 1) |
| —  | HV | Anh      | Alfie Wotton (năm 2)    |
| —  | TV | Anh      | Finley Craske (năm 2)   |
| —  | TV | Anh      | Carlo Garside (năm 1)   |
| —  | TV | Anh      | Jeremiah Medine (năm 2) |

| Số | VT | Quốc gia | Cầu thủ                  |
| -- | -- | -------- | ------------------------ |
| —  | TV | Úc       | Charlie Miller (năm 2)   |
| —  | TV | Anh      | Oscar Rutherford (năm 1) |
| —  | TV | Anh      | Angel Waruih (năm 1)     |
| —  | TĐ | Anh      | Scott Crocker (năm 2)    |
| —  | TĐ | Anh      | Oscar Massey (năm 1)     |
| —  | TĐ | Anh      | Jamal Salawu (năm 1)     |
| —  | TĐ | Anh      | Rhys Shirley (năm 2)     |

### Cầu thủ xuất sắc nhất năm
| Năm  | Người chiến thắng |
| 1966 | Johnny Newman     |
| 1967 | Norman Piper      |
| 1968 | Pat Dunne         |
| 1969 | David Burnside    |
| 1970 | Derek Rickard     |
| 1971 | Jim Furnell       |
| 1972 | Dave Provan       |
| 1973 | Neil Hague        |
| 1974 | Ernie Machin      |
| 1975 | Paul Mariner      |
| 1976 | Paul Mariner      |
| 1977 | Neil Ramsbottom   |
| 1978 | George Foster     |
| 1979 | Fred Binney       |

| Năm  | Người chiến thắng |
| 1980 | George Foster     |
| 1981 | David Kemp        |
| 1982 | John Sims         |
| 1983 | Gordon Nisbet     |
| 1984 | Gordon Staniforth |
| 1985 | Tommy Tynan       |
| 1986 | Kevin Hodges      |
| 1987 | Tommy Tynan       |
| 1988 | Steve Cherry      |
| 1989 | Tommy Tynan       |
| 1990 | Nicky Marker      |
| 1991 | Kenny Brown       |
| 1992 | Dwight Marshall   |
| 1993 | Steve McCall      |

| Năm  | Người chiến thắng |
| 1994 | Steve McCall      |
| 1995 | Marc Edworthy     |
| 1996 | Mick Heathcote    |
| 1997 | Chris Billy       |
| 1998 | Martin Barlow     |
| 1998 | Carlo Corazzin    |
| 1999 | Mick Heathcote    |
| 2000 | Paul McGregor     |
| 2001 | Wayne O'Sullivan  |
| 2002 | Graham Coughlan   |
| 2003 | Paul Wotton       |
| 2004 | Mickey Evans      |
| 2005 | Paul Wotton       |
| 2006 | David Norris      |

| Năm  | Người chiến thắng |
| 2007 | Lilian Nalis      |
| 2008 | Krisztián Timár   |
| 2009 | Romain Larrieu    |
| 2010 | Carl Fletcher     |
| 2011 | Carl Fletcher     |
| 2012 | Maxime Blanchard  |
| 2013 | Onismor Bhasera   |
| 2014 | Reuben Reid       |
| 2015 | Luke McCormick    |
| 2016 | Graham Carey      |
| 2017 | Sonny Bradley     |
| 2018 | Graham Carey      |
| 2019 | Rúben Lameiras    |
| 2020 | Antoni Sarcevic   |

### Cựu cầu thủ nổi bật
Để biết chi tiết về những cựu cầu thủ có bài viết trên Wikipedia, xem: Thể loại:Cầu thủ bóng đá Plymouth Argyle F.C.

### Đội hình của thế kỉ
Về lễ kỷ niệm một trăm năm, một đội cầu thủ xuất sắc nhất mọi thời đại của Plymouth Argyle đã được lựa chọn bởi người hâm mộ của câu lạc bộ.
| 1  | TM | Anh      | Jim Furnell     |
| 2  | HV | Anh      | Gordon Nisbet   |
| 3  | HV | Anh      | Jack Chisholm   |
| 4  | HV | Ireland  | Graham Coughlan |
| 5  | HV | Anh      | Colin Sullivan  |
| 6  | TV | Anh      | Kevin Hodges    |
| 7  | TV | Anh      | Johnny Williams |
| 8  | TV | Anh      | Garry Nelson    |
| 9  | TĐ | Anh      | Tommy Tynan     |
| 10 | TĐ | Anh      | Paul Mariner    |
| 11 | TV | Scotland | Sammy Black     |

Huấn luyện viên:  Paul Sturrock

### Cầu thủ tham gia World Cup
Các cầu thủ sau đây đã được chọn để đại diện cho quốc gia của họ tại FIFA World Cup khi đang ký hợp đồng với Plymouth Argyle.
- George Baker (1958)
- Rory Fallon (2010)

## Nhân viên câu lạc bộ

### Vị trí huấn luyện
Đội một
Đội trẻ/Học viện

### Lịch sử quản lý
| - 1903 Frank Brettell - 1905 Bob Jack - 1906 William Fullarton - 1907 Bản mẫu:Country data GB Committee - 1910 Bob Jack - 1938 Jack Tresadern - 1947 Jimmy Rae - 1955 Jack Rowley - 1960 Neil Dougall - 1961 Ellis Stuttard | - 1963 Andy Beattie - 1964 Malcolm Allison - 1965 Derek Ufton - 1968 Billy Bingham - 1970 Ellis Stuttard - 1972 Tony Waiters - 1977 Mike Kelly - 1978 Malcolm Allison - 1979 Bobby Saxton - 1981 Bobby Moncur | - 1983 Johnny Hore - 1984 Dave Smith - 1988 Ken Brown - 1990 David Kemp - 1992 Peter Shilton - 1995 Steve McCall - 1995 Neil Warnock - 1997 Mick Jones - 1998 Kevin Hodges - 2000 Paul Sturrock | - 2004 Bobby Williamson - 2005 Tony Pulis - 2006 Ian Holloway - 2007 Paul Sturrock - 2009 Paul Mariner - 2010 Peter Reid - 2011 Carl Fletcher - 2013 John Sheridan - 2015 Derek Adams - 2019 Ryan Lowe |

## Danh hiệu
Danh sách danh hiệu của Plymouth Argyle như sau.
| Giải quốc nội                                                                              |   |                                                                        |
| Vô địch Football League Third Division South / Third Division / Second Division (cấp độ 3) | 4 | 1929-30, 1951-52, 1958-59, 2003-04                                     |
| Á quân Football League Third Division South / Third Division (cấp độ 3)                    | 8 | 1921-22, 1922-23, 1923-24, 1924-25, 1925-26, 1926-27, 1974-75, 1985-86 |
| Vô địch Third Division (cấp độ 4)                                                          | 1 | 2001-02                                                                |
| Á quân League Two (cấp độ 4)                                                               | 1 | 2016-17                                                                |
| Thăng hạng ở vị trí thứ 3 League Two (cấp độ 4)                                            | 1 | 2019-20                                                                |
| Thắng play-off Football League Third Division (cấp độ 4)                                   | 1 | 1995-96                                                                |
| Vô địch Southern Football League                                                           | 1 | 1912-13                                                                |
| Á quân Southern Football League                                                            | 2 | 1907-08, 1911-12                                                       |
| Vô địch Western Football League                                                            | 1 | 1904-05                                                                |
| Á quân Western Football League B                                                           | 1 | 1906-07                                                                |
| Vô địch South West Regional League                                                         | 1 | 1939-40                                                                |
| Cúp quốc nội                                                                               |   |                                                                        |
| Bán kết Cúp FA                                                                             | 1 | 1983-84                                                                |
| Bán kết League Cup                                                                         | 2 | 1964-65, 1973-74                                                       |

## Kỉ lục

### Kỉ lục câu lạc bộ
- Kỉ lục số khán giả tại Home Park: 43.596
  - với Aston Villa, Second Division, 10 tháng 10 năm 1936.
- Kỉ lục chuỗi trận bất bại: 13 trận
  - EFL League Two 2016-17
- Kỉ lục trận thắng: 8-1
  - với Millwall, Second Division, 16 tháng 1 năm 1932, Home Park.
  - với Hartlepool United, Second Division, 7 tháng 5 năm 1994, Victoria Park.
- Kỉ lục trận thắng: 7-0
  - với Chesterfield, Second Division, 3 tháng 1 năm 2004, Home Park.
- Kỉ lục trận thua ở giải quốc nội: 0-9
  - với Stoke City, Second Division, 17 tháng 12 năm 1960.
- Kỉ lục trận thắng tại Cúp FA: 6-0
  - với Corby Town, Vòng Ba Cúp FA, 22 tháng 1 năm 1966.
- Kỉ lục trận thua tại Cúp FA: 1-7
  - với Tottenham Hotspur, Đá lại Vòng Một Cúp FA, 19 tháng 1 năm 1910.
- Kỉ lục trận thắng tại League Cup: 4-0
  - với Portsmouth, Vòng Hai League Cup, 9 tháng 10 năm 1973.
- Kỉ lục trận thua tại League Cup: 0-6
  - với West Ham United, Vòng Hai League Cup, 26 tháng 9 năm 1962.
- Kỉ lục điểm số giải quốc nội (một trận thắng được 2 điểm): 68
  - Third Division South, 1929-30.
- Kỉ lục điểm số giải quốc nội (một trận thắng được 3 điểm): 102
  - Third Division, 2001-02.
- Kỉ lục điểm số giải quốc nội thấp nhất (một trận thắng được 2 điểm): 27
  - Second Division, 1967-68.
- Kỉ lục điểm số giải quốc nội thấp nhất (một trận thắng được 3 điểm): 41
  - Vô địchhip, 2009-10.
- Số điểm sân khách nhiều nhất trong một mùa giải: 45
  - EFL League Two 2016-17
- Số bàn thắng nhiều nhất giải quốc nội: 107
  - Third Division South, 1925-26.
  - Third Division South, 1951-52.
- Cầu thủ ghi nhiều bàn thắng trong một mùa giải nhất: 33
  - Jack Cock, Third Division South, 1926-27.
- Số bàn thắng nhiều nhất trong một trận đấu: 5
  - Wilf Carter với Charlton Athletic, Second Division, 27 tháng 12 năm 1960.
- Năm bàn thắng nhanh nhất
  - Argyle đánh bại Chesterfield 7-0 trên sân Home Park để ghi lại chiến thắng đậm nhất. Trong quá trình đó, họ cũng phá kỷ lục Anh ghi 5 bàn thắng nhanh nhất trong một trận đấu chuyên nghiệp - chỉ sau 17 phút. Những người ghi bàn là: Lee Hodges (4 phút), Tony Capaldi (11 phút), Nathan Lowndes (12 & 17 phút) và David Friio (16 phút). Friio hoàn tất cú hat-trick, khi ghi bàn ở các phút 36 và 89. Football League Second Division, 3 tháng 1 năm 2004.

### Cầu thủ có số lần ra sân nhiều nhất
| #  | Tên             | Sự nghiệp Argyle    | Số trận | Số bàn thắng |
| -- | --------------- | ------------------- | ------- | ------------ |
| 1  | Kevin Hodges    | 1978-1992           | 620     | 87           |
| 2= | Sammy Black     | 1924-1938           | 491     | 184          |
| 2= | Paul Wotton     | 1995-2008 2012-2015 | 491     | 66           |
| 4  | Fred Craig      | 1912-1915 1919-1930 | 467     | 5            |
| 5  | Johnny Williams | 1955-1966           | 448     | 55           |
| 6= | Johnny Hore     | 1965-1975           | 441     | 17           |
| 6= | Pat Jones       | 1947-1958           | 441     | 2            |
| 8  | Michael Evans   | 1990-1997 2001-2006 | 432     | 81           |
| 9  | Jack Leslie     | 1921-1934           | 401     | 136          |
| 10 | Moses Russell   | 1914-1915 1919-1930 | 400     | 6            |

### Most goals
| #   | Tên            | Sự nghiệp Argyle    | Số bàn thắng | Số trận | Tỉ lệ bàn/trận |
| --- | -------------- | ------------------- | ------------ | ------- | -------------- |
| 1   | Sammy Black    | 1924-1938           | 184          | 491     | 2.668          |
| 2   | Wilf Carter    | 1957-1964           | 148          | 275     | 1.858          |
| 3   | Tommy Tynan    | 1983-1985 1986-1990 | 145          | 310     | 2.137          |
| 4   | Jack Leslie    | 1921-1934           | 136          | 401     | 2.948          |
| 5   | Maurice Tadman | 1947-1955           | 112          | 253     | 2.258          |
| 6   | Jack Vidler    | 1929-1939           | 103          | 256     | 2.485          |
| 7   | Fred Burch     | 1906-1915           | 92           | 239     | 2.597          |
| 8   | Kevin Hodges   | 1978-1992           | 87           | 620     | 7.126          |
| 9   | Ray Bowden     | 1927-1933           | 85           | 153     | 1.800          |
| 10= | George Dews    | 1947-1955           | 81           | 271     | 3.345          |
| 10= | Mickey Evans   | 1990-1997 2001-2006 | 81           | 432     | 5.333          |
| 12  | Mike Bickle    | 1965-1971           | 71           | 179     | 2.521          |

## Tài trợ
Nhà sản xuất đồ thể thao hiện tại của câu lạc bộ là Puma. Nhà tài trợ chính của câu lạc bộ là Ginsters. Tài trợ áo đấu đã không được câu lạc bộ giới thiệu cho đến năm 1983. Beacon Electrical là công ty đầu tiên có tên trên áo đấu của Plymouth Argyle, nhưng nó chỉ kéo dài một mùa giải. Ivor Jones Insurance là nhà tài trợ tiếp theo và thỏa thuận của họ với câu lạc bộ kéo dài trong hai mùa giải. National & Provincial (hiện đã hợp nhất với Abbey National) à nhà tài trợ cho mùa giải 1986-87 trước khi câu lạc bộ ký thỏa thuận với Sunday Independent sẽ kéo dài trong năm mùa giải. Rotolok Holdings plc trở thành nhà tài trợ chính của câu lạc bộ vào năm 1992, thuộc sở hữu của chủ tịch Pilgrims lúc đó là Dan McCauley. Điều này kéo dài trong sáu mùa giải trước khi câu lạc bộ liên kết với tờ báo địa phương Evening Herald. Từ năm 2002 đến 2011, câu lạc bộ được tài trợ bởi Ginsters, nhà sản xuất bánh ngọt Cornish.
Vào năm 2011 với việc câu lạc bộ vẫn còn quản lý, thương gia gỗ địa phương WH Bond Timber đã tài trợ cho bộ dụng cụ của Argyle lúc đầu cho mùa giải 2011-12 và cho đến cuối mùa giải 2013-14. Công ty tiếp cận xây dựng địa phương LTC Group87 sau đó đã tài trợ cho Argyle từ đầu mùa giải 2014-15, có logo của chi nhánh LTC Powered Access của họ trên áo đấu. Công ty Ginsters có trụ sở tại Cornwall sau đó đã trở lại lần thứ hai với tư cách là nhà tài trợ chính trong mùa giải 2016-17.
| Giai đoạn | Hãng áo đấu  | Nhà tài trợ           |
| --------- | ------------ | --------------------- |
| 1975-1976 | Umbro        | Không                 |
| 1976-1978 | Pilgrim      | Không                 |
| 1978-1980 | Bukta        | Không                 |
| 1980-1982 | Adidas       | Không                 |
| 1982-1983 | Pilgrim      | Không                 |
| 1983-1984 | Pilgrim      | Beacon Electrical     |
| 1984-1986 | Pilgrim      | Ivor Jones Insurance  |
| 1986-1987 | Pilgrim      | National & Provincial |
| 1987-1990 | Umbro        | Sunday Independent    |
| 1990-1992 | Ribero       | Sunday Independent    |
| 1992-1996 | Admiral      | Rotolok               |
| 1996-1998 | Super League | Rotolok               |
| 1998-1999 | Errea        | Evening Herald        |
| 1999-2002 | Patrick      | Evening Herald        |
| 2002-2003 | Patrick      | Ginsters              |
| 2003-2005 | TFG          | Ginsters              |
| 2005-2009 | Puma         | Ginsters              |
| 2009-2011 | Adidas       | Ginsters              |
| 2011-2014 | Puma         | WH Bond Timber        |
| 2014-2016 | Puma         | LTC Powered Access    |
| 2016-nay  | Puma         | Ginsters              |